# Sorbolo Mezzani
Sorbolo Mezzani ist eine italienische Gemeinde (comune) mit 12.989 Einwohnern (Stand: 31. Dezember 2023) in der Provinz Parma in der Emilia-Romagna. Die Gemeinde liegt etwa 14 Kilometer nordöstlich von Parma und unterhalb des Po. Sorbolo Mezzani grenzt unmittelbar an die Provinzen Cremona, Mantua und Reggio Emilia.

## Geographie

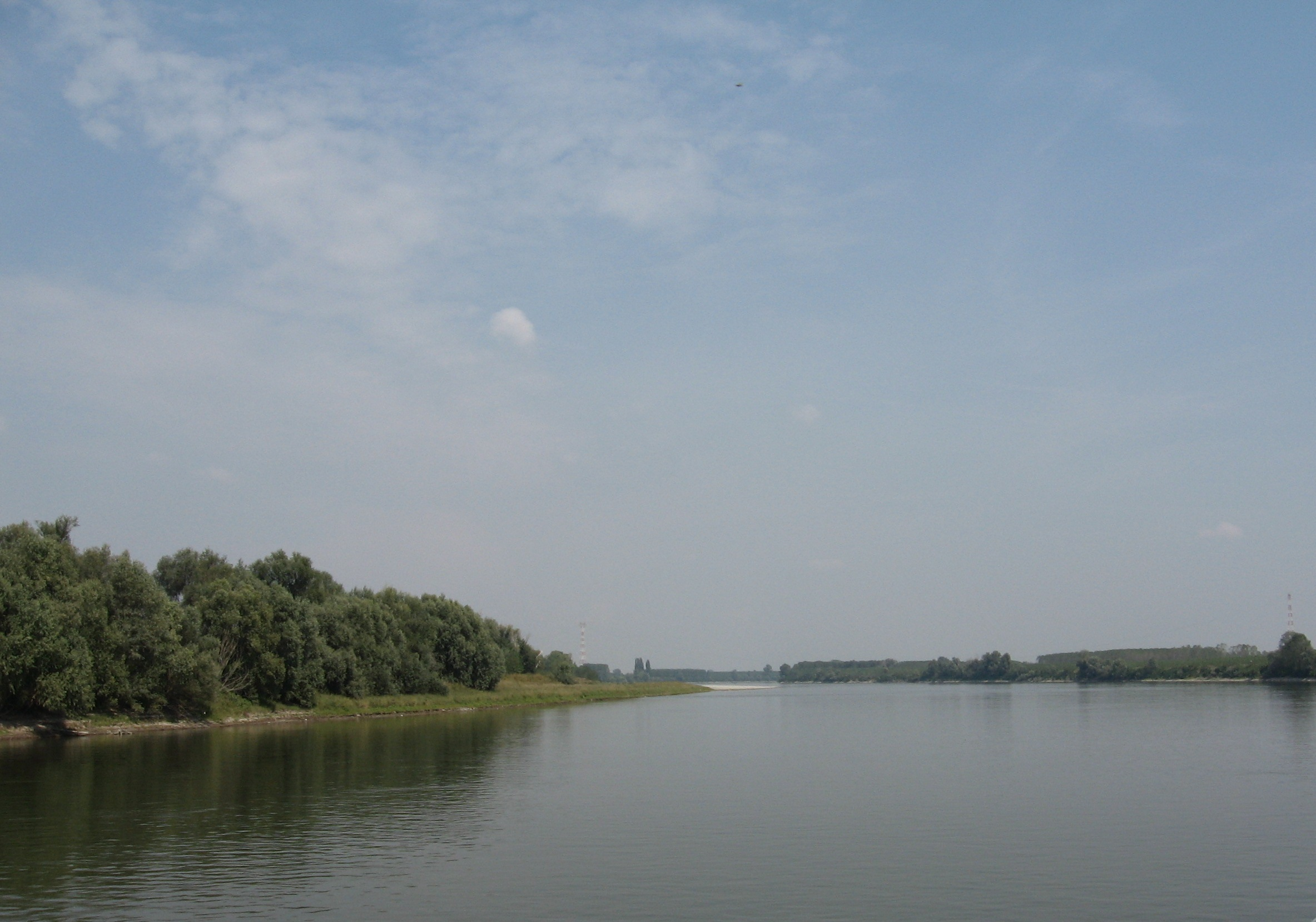
Der Po bei Mezzani

Das ehemalige Gemeindegebiet liegt inmitten der Poebene am rechten Flussufer des Po. Die Gegend ist auch vom Parma im Westen und Enza im Osten durchflossen. Beide Flüsse münden im Po. Der Kanal Parmetta markiertet die südliche Grenze mit der ehemaligen Gemeinde Sorbolo. Der Parma morta ist ein verlassenes Flussbett des Parma, der bis ins 19. Jahrhundert in den Enza floss und heute ein Naturpark ist.
Die Gemeinde grenzte an die Provinzen Cremona, Mantua und Reggio Emilia. Sie lag in der niedrigsten Zone der Poebene, die Bassa genannt wird.

## Geschichte

### Mezzani
Der Name Mezzani stammt von dem lateinischen medianus. Dieses Wort bezeichnete die Fluss-Inseln in der Mitte des Po. Die meisten Dörfer dieser Gegend gingen aus Po-Inseln hervor. Die Landschaft wird bis heute durch den Po dauernd umgeformt. Aus diesem Grund wurden keine Spuren der antiken Siedlungen gefunden, allerdings finden sich im südlichen Teil der Gemeinde noch Spuren der römischen Centuriation (Landvermessung).

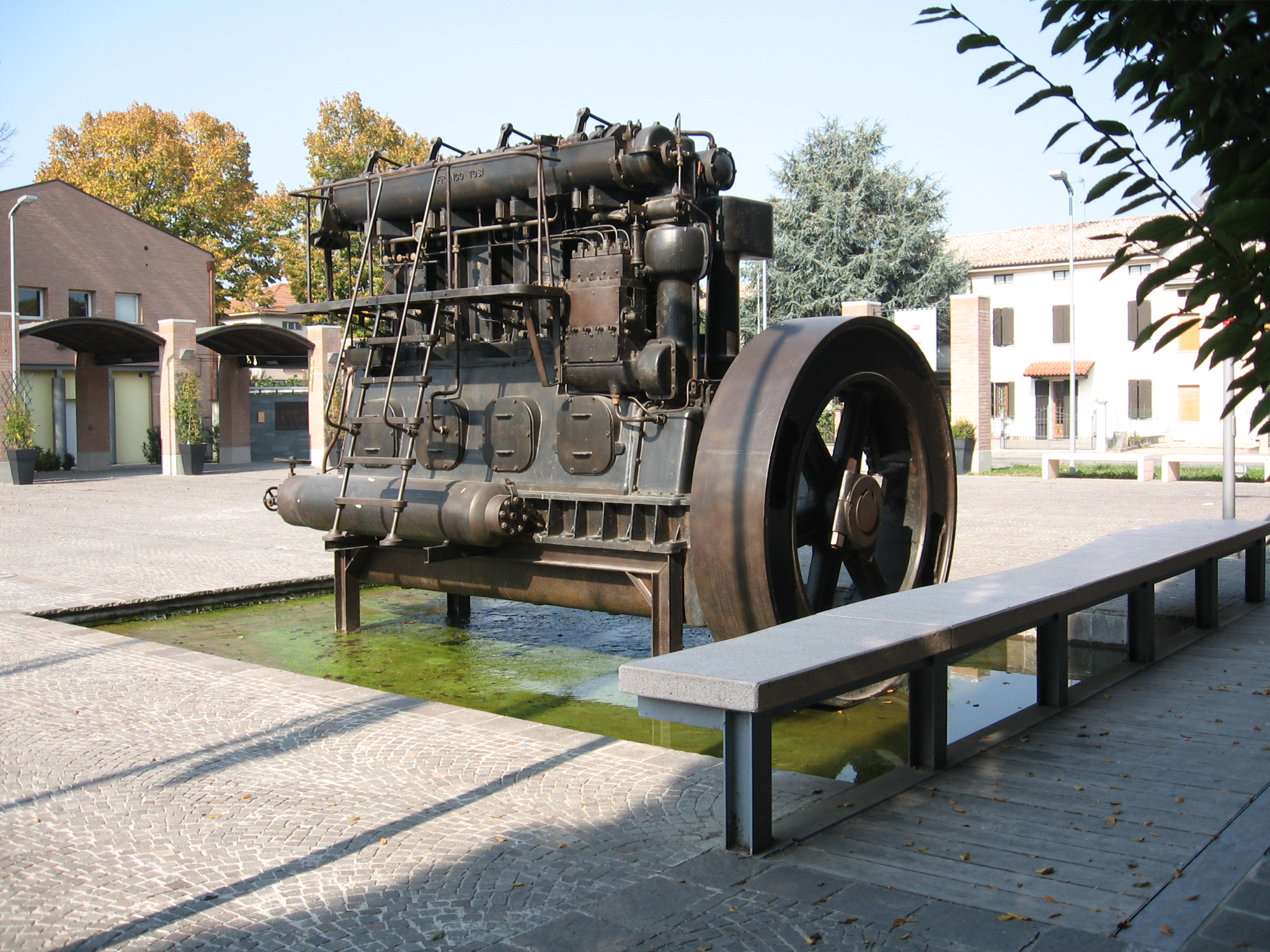
Der alte Wasser-Pumpwerk-Motor jetzt auf dem Belli-Platz

 Im Mittelalter bilden sich die heutigen Siedlungen am Po, die später mit dem rechten Ufer des Flusses verbunden wurden: Die erste Siedlung war auf der Insel von Casale. Sie wird bereits in einem Dokument von 890 erwähnt. Die Siedlung auf der Mezzano-Superiore-Insel wird nach einem Dokument von Abt Romani 1131 gegründet. Im vierzehnten Jahrhundert entsteht die Siedlung auf der Mezzano-Inferiore-Insel.
Mezzano Rondani entstand ursprünglich am linken Ufer, der lombardischen Seite, des Po. Das Dorf wurde nach einem Hochwasser zu einer Insel und wurde später mit dem rechten Ufer verbunden. Mezzano Rondani und Casale wurden Teil des Herzogtums Parma, Mezzano Inferiore und Superiore waren seit ihrem Entstehen Lehensgut der Bischöfe von Parma. In Mezzano Superiore besaß der Bischof einen Palast mit einer eigenen Garnison. Beide Dörfer bildeten einen unabhängigen Staat, bis 1763 der Herzog von Parma den Bischof zwang, ihm sein Herrschaftsgebiet zu überlassen.
Im Jahr 1861 ging Mezzani mit dem Herzogtum Parma an das Königreich Italien.

### Sorbolo Mezzani
Sorbolo Mezzani wurde zum 1. Januar 2019 aus den Kommunen Sorbolo und Mezzani.

## Sehenswürdigkeiten

### Kirchen
- S. Maria Nascente (Mezzano Inferiore)

Die Pfarrkirche von Mezzano Inferiore wurde 1563 errichtet und zwischen 1754 und 1779 umgebaut. Im Inneren befindet sich eine Orgel von John und Stefano Cavalletti von 1829, und ein aus Marmor geschnitzter Altar von 1799.

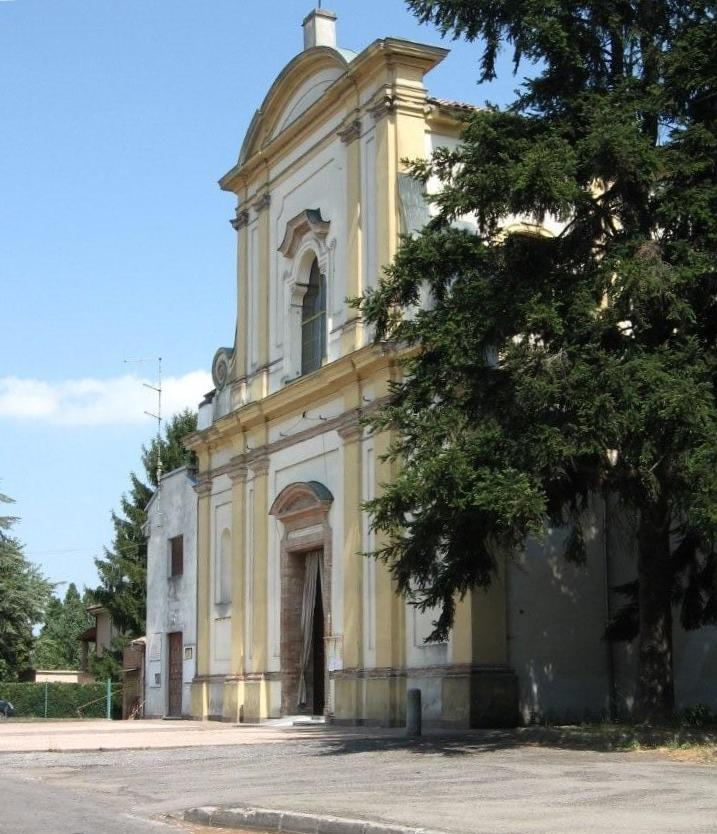
Kirche von Mezzano Inferiore

- Oratorium Beata Vergine delle Grazie (Mezzano Inferiore)

Befindet sich bei Borghetto, hat einen rechteckigen Grundriss, das Innere besteht aus einem Kreuzgewölbe.
- S. Silvestro (Casale)

Zum ersten Mal erwähnt in einer Bulle von Lucius II vom März 1144: Ecclesima de Insula Sancti Silvestri. Sie wurde später an der Stelle der mittelalterlichen Kirche wieder aufgebaut, von denen heute nur noch wenige Spuren sichtbar sind.
- S. Michele (Mezzano Superiore)

Eine erste Kirche wurde ursprünglich im zwölften Jahrhundert erbaut. Sie wurde später an einer anderen Position neu errichtet und 1479 durch den Bischof Sagramoro Sagramori geweiht. Der Kirchturm wurde im Jahre 1664 aufgestockt, zwischen 1694 und 1736 wurde die Kirche renoviert. Die heutige Fassade geht auf das Siebzehnte Jahrhundert zurück.

### Profanbauten
- Bischofspalast (Mezzano Superiore)

Der Bischofspalast wurde nie fertiggestellt, aber gemäß einer Zeichnung des aus dem sechzehnten Jahrhunderts hätte er eindrucksvoll werden sollen. Heute ist der Palast in Privatbesitz.

### Natur
- Naturschutzgebiet Parma Morta

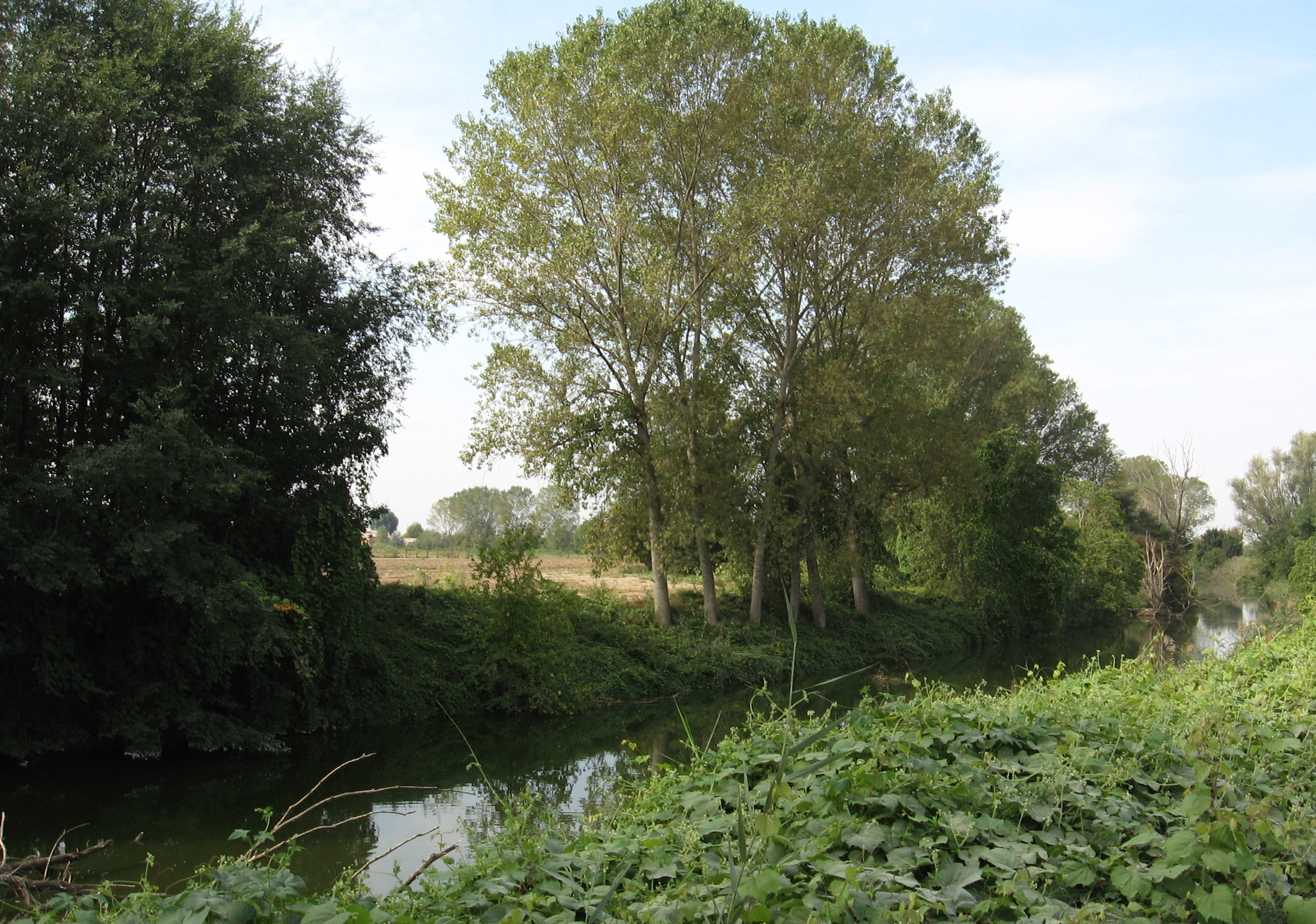
Parma Morta Naturpark

Das Naturschutzgebiet liegt entlang der Strecke des verlassenen Flussbetts des Parma. Hygrophile (Weide und Erle) und mesophile Pflanzen (Sommereiche, Ahorn, Cornel, Kirsche und Ulme) prägen die Vegetation.
- Aquarium

Innerhalb des Naturschutzgebiets kann man ein interessantes Aquarium mit typischen Süßwasserfischen besuchen.

## Verkehr
Sorbolo hat einen Bahnhof an der Strecke Parma-Suzzara.

## Partnerschaft
- Viriat (Frankreich)

## Persönlichkeiten
- Clemente Bondi

(Mezzano Superiore 1742 – Wien 1821)
Jesuit und Dichter, er übersetzte Vergil und Ovid aus dem Lateinischen ins Italienische und schrieb Gedichte verschiedener Genres.
Er floh aus politischen Gründen für einige Zeit nach Tirol. Später wurde er Erzieher der Söhne des Erzherzogs Ferdinand, den er 1796 nach Brünn begleitete. 1810 kam er nach Wien und blieb hier bis zu seinem Tod.
- Giuseppe Rondizzoni

(Mezzano Superiore 1788 – Valparaíso 1866) Er begann seine militärische Laufbahn mit Napoleon.
Im Jahr 1815, nach der Schlacht von Waterloo, emigrierte er zuerst in die Vereinigten Staaten von Amerika und dann nach Chile, wo er sich der chilenischen Armee anschloss. Er nahm an den Kriegen für die Unabhängigkeit des Landes teil. Rondizzoni zeichnete sich schon früh in verschiedenen Kämpfen durch seinen Mut und seine taktische Erfahrung aus. Er nahm auch an dem Krieg für die Befreiung Perus im Jahr 1823 teil. Für seinen Heldentum wurde er zum Oberst und später zum Brigadegeneral ernannt.
- Memo Benassi (1891–1957), Schauspieler

- Rino Vernizzi (Mezzano Inferiore 1946–2022), Musiker